# John Isaac Briquet
John Isaac Briquet (Ginebra, 13 de març 1870 – ibíd. 26 d'octubre 1931) va ser un botànic i pteridòleg suís.

## Biografia
Era fill d'un empresari i filantrop, Édouard i de Lucie Amélie Bosson. John Briquet va estudiar a Ginebra i a Berlín. Es va casar l'any 1896 amb Esther Cuchet.
Va rebre el seu doctorat en 1891, essent curador del Conservatori i Jardí Botànic de Ginebra des de l'any 1896, per després dirigir-ho de 1906 a 1931. A més d'engrandir-ho, el va dotar de nombroses espècies, permetent treballs en taxonomia vegetal i de la Història de les ciències.
Va contribuir en gran manera a l'adopció de les regles de la nomenclatura botànica per les seves publicacions notablement amb Recueil Synoptique de 1930.

## Publicacions
Llista no exhaustiva
- Les Labiées des Alpes Maritimes, Matériaux pour servir à l'Histoire de la Flore des Alpes Maritimes, Genève, 1891-1895, 3 volumes.
- Monographie du genre Galeopsis, Académie Royale des Sciences, des Lettres et des Beaux-Arts de Belgique, Mémoires couronnés et Mémoires des Savants étrangers, Tome LII (1893), xi-323 p.
- Études sur les Cytises des Alpes Maritimes, Matériaux pour servir à l'Histoire de la Flore des Alpes Maritimes, Genève, 1894, 202 p.
- Monographie des Buplèvres des Alpes Maritimes, Matériaux pour servir à l'Histoire de la Flore des Alpes Maritimes, Genève, 1897, 131 p.
- Monographie des Centaurées des Alpes Maritimes, Matériaux pour servir à l'Histoire de la Flore des Alpes Maritimes, Genève, 1902, 193 p.
- Texte synoptique des documents destinés à servir de base aux débats du Congrès International de Nomenclature Botanique de Vienne 1905, Berlín, 1905, 160 p.
- Recueil des documents destinés à servir de base aux débats de la section de nomenclature systématique du Congrès international de botanique de Bruxelles 1910, Berlín, 1910, 58 p.
- Prodrome de la flore corse comprenant les résultats botaniques de six voyages exécutés en Corse sous les auspices de M. Émile Burnat, Genève, Bâle, Lyon, Paris, 1910-1938.
- Émile Burnat: Autobiographie publiée avec une étude sur le botaniste et son œuvre, des souvenirs et documents divers par John Briquet et François Cavillier. Genève, Conservatoire Botanique, 1922, vii, 185 p.
- Avis préalable du Bureau Permanent et des Commissions de Nomenclature sur les motions soumises aux débats de la sous-section de nomenclature du Ve Congrès international de botanique de Cambridge (Angleterre) 1930, Berlin, 1930, 25 p.
- Recueil synoptique des documents destinés à servir de base aux débats de la sous-section de nomenclature du Ve Congrès international de botanique de Cambridge (Angleterre) 1930, Berlin, 1930, 142 pp.

## Honors

### Eponímia
Gènere
- (Malvaceae) Briquetia Hochr.[2]

Espècies
- (Amaryllidaceae) Haylockia briquetii (J.F.Macbr.) H.H.Hume[3]

- (Araliaceae) Polyscias briquetiana (Bernardi) Lowry & G.M.Plunkett[4]

- (Asteraceae) Hieracium briquetianum Arv.-Touv. ex Briq.[5]

- (Asteraceae) Rhodanthemum briquetii (Maire) B.H.Wilcox, K.Bremer & Humphries[6]

- (Lamiaceae) Thymus × briquetianus Ronniger ex Machule[7]

- (Myrtaceae) Myrtus briquetii Sennen & Malag.[8]

## Fuentes
- Diccionari històric de Suíssa (en Francés)[Enllaç no actiu]
- Sprague. 1935. Survey of Nomenclature (1930-1935). Chronica Botanica, I : 34